# Великий Кряж
Великий Кряж (рос. Большой Кряж) — присілок в Ленському районі Архангельської області Російської Федерації.
Населення становить 18 осіб. Входить до складу муніципального утворення Сафроновське поселення.

## Історія
Від 2004 року входить до складу муніципального утворення Сафроновське поселення.

## Населення
| 2002 | 2010 | 2012 |
| ---- | ---- | ---- |
| 13   | ↗21  | ↘18  |